# Кліфф Робертсон
Кліффорд «Кліфф» Паркер Робертсон III (англ. Clifford «Cliff» Parker Robertson III; 9 вересня 1923, Ла-Хойя — 10 вересня 2011, Стоуні Брук, Брукгевен) — американський актор, володар премії «Оскар» за головну роль у фільмі «Чарлі».
Найбільше відомий участю у фільмах «Чарлі», «Три дні Кондора» та серії фільмів «Людина-павук».

## Особисте життя
У 1957 році Кліфф Робертсон одружився з Синтією Стоун, яка розлучилась з актором Джеком Леммоном. Від цього шлюбу у Робертсона є дочка. Вони розлучилися в 1960 році.
У 1966 році Робертсон одружився з акторкою Діною Мерілл, з якою у нього також була дочка Гізер (померла від раку в 2007 році). Вони розлучилися в 1986 році.
Хобі актора — авіація. Робертсон володів біпланом De Havilland Tiger Moth, монопланом Messerschmitt Bf.108 Taifun і винищувачем Supermarine Spitfire.

## Вибіркова фільмографія
- 1955 — Пікнік / Picnic
- 1956 — Осіннє листя / Autumn Leaves
- 1959 — Битва за Коралове море / Battle of the Coral Sea
- 1961 — Сутінкова зона / The Twilight Zone (Епізод: «A Hundred Yards Over the Rim»)
- 1962 — Сутінкова зона / The Twilight Zone (Епізод: «The Dummy»)
- 1963 — Неділя в Нью-Йорку / Sunday in New York
- 1966 — Бетмен / Batman (5 епізодів)
- 1968 — Чарлі / Charly
- 1970 — Занадто пізно, герою / Too Late the Hero
- 1975 — Мертвий сезон / Out of Season
- 1975 — Три дні Кондора / Three Days of the Condor
- 1976 — Одержимість / Obsession
- 1976 — Мідвей / Midway
- 1983 — Зірка Плейбоя / Star 80
- 1983 — Мозковий штурм / Brainstorm
- 1987 — Мелоун / Malone
- 1987 — Форд: Людина і машина / Ford: The Man and the Machine
- 1992 — Вітер / Wind
- 1994 — Людина епохи Відродження / Renaissance Man
- 1996 — Втеча з Лос-Анджелеса / Escape from L.A.
- 2002 — Людина-павук / Spider-Man
- 2004 — Верхи на кулі / Riding the Bullet
- 2004 — Людина-павук 2 / Spider-Man 2
- 2007 — Людина-павук 3 / Spider-Man 3